# Kapelle St. Ulrich bei der Labermühle
Die Kapelle St. Ulrich ist ein Sakralbau des 18. Jahrhunderts in der Oberpfalz.

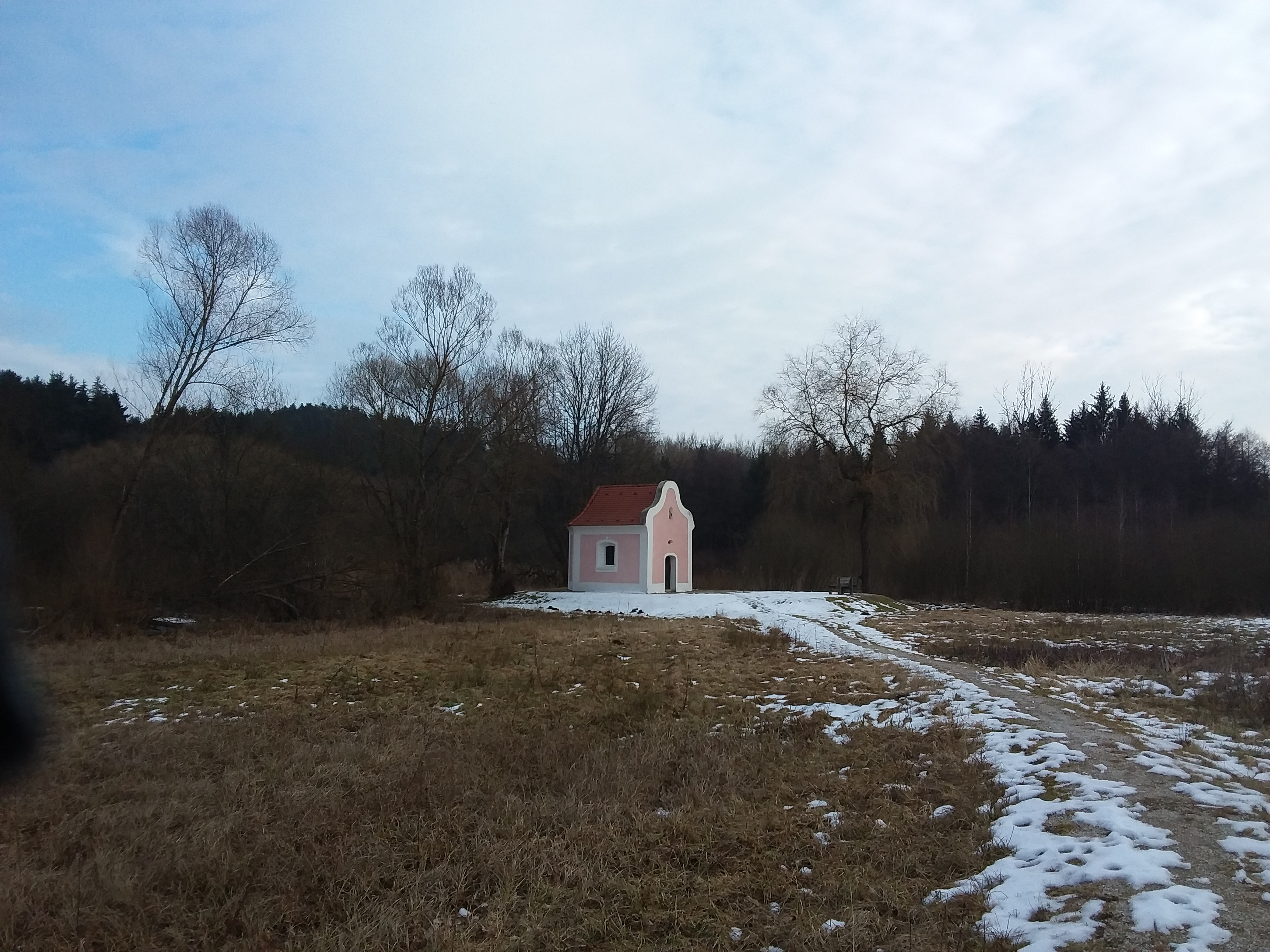
Die Kapelle auf ihrem wenig erhöhten Standplatz

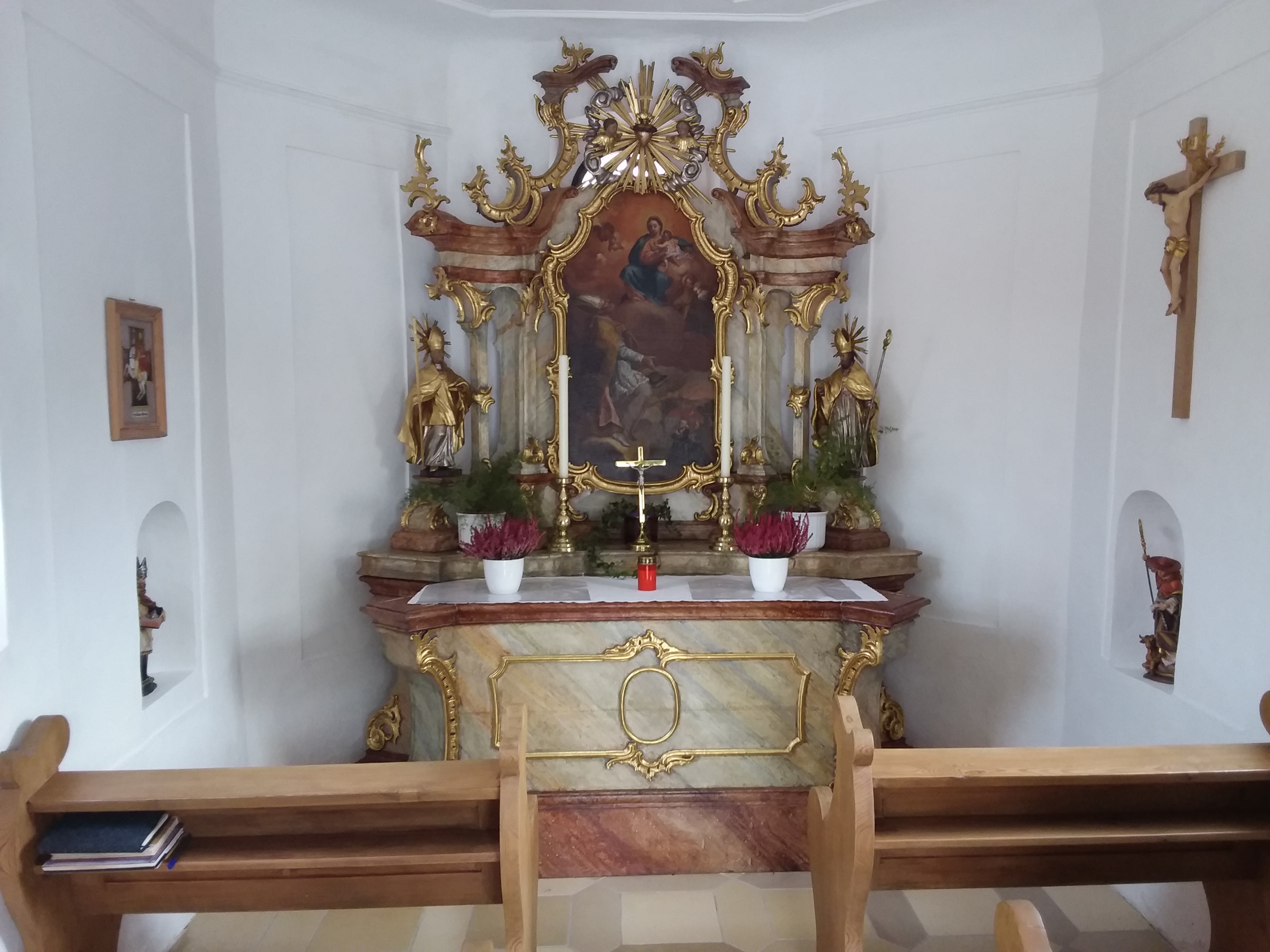
Blick in das Innere der Kapelle

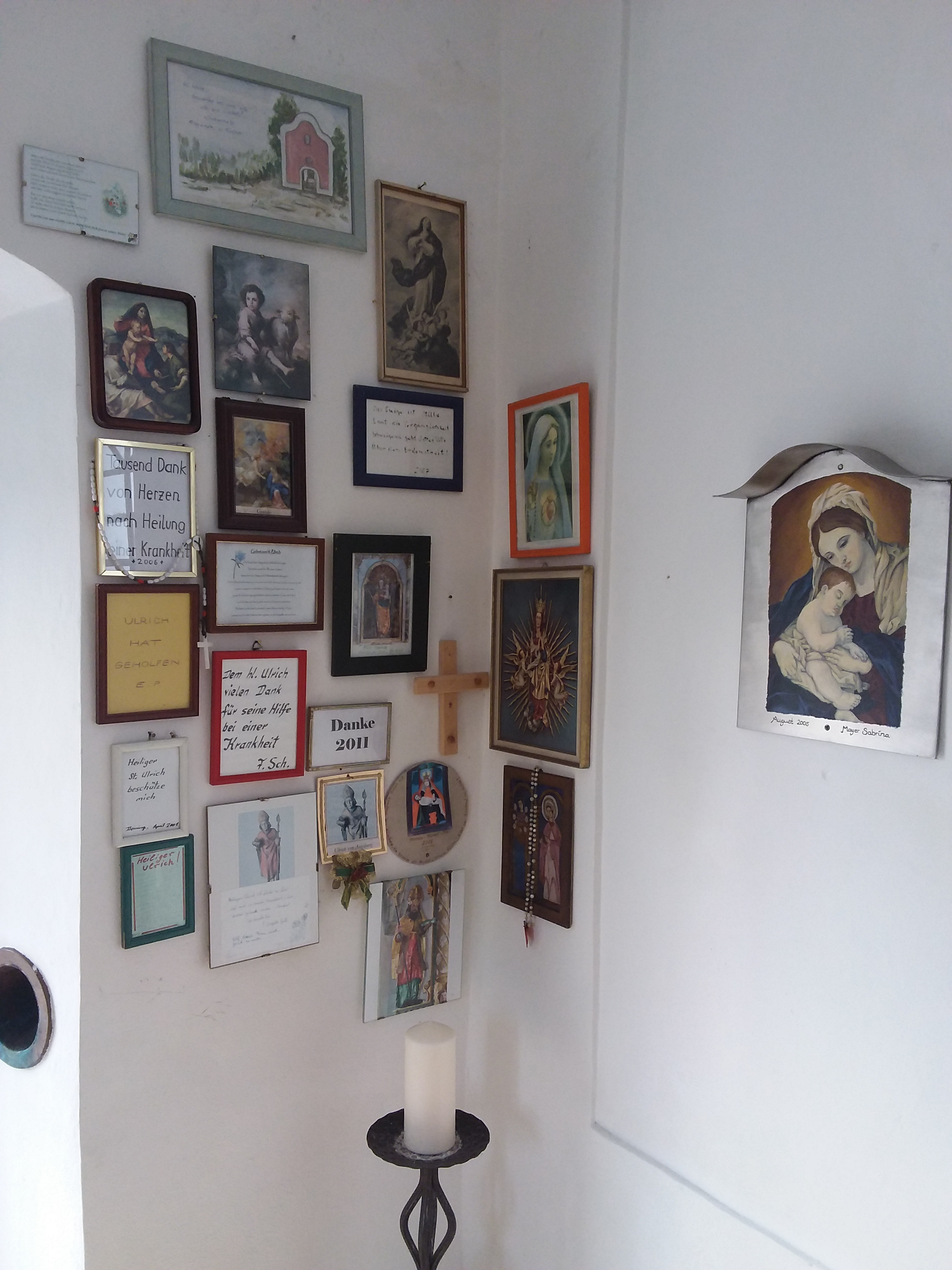
Votivtafeln

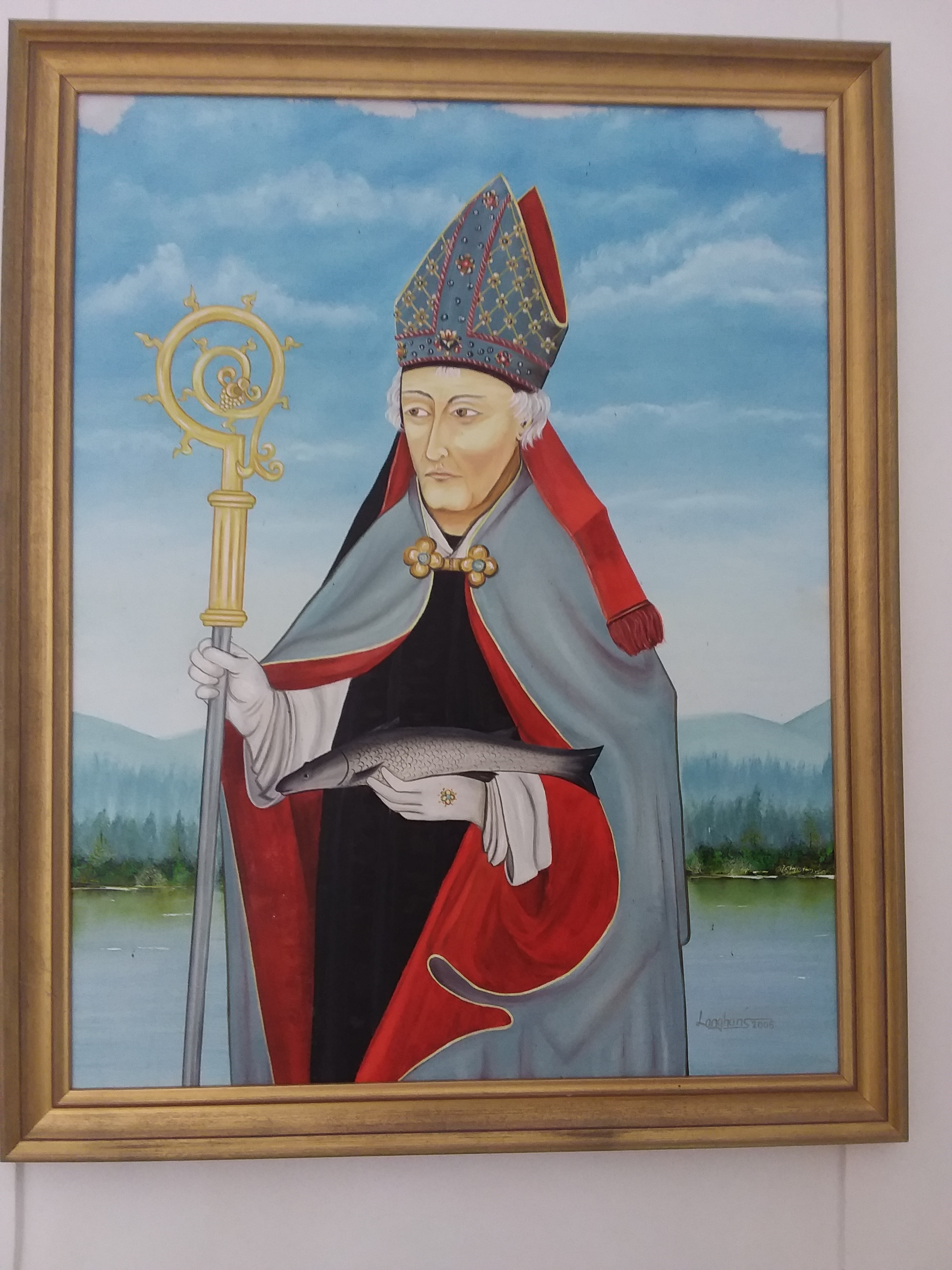
Der hl. Ulrich auf einem Gemälde von 2005 in der Kapelle

## Lage der Kapelle
Die Kapelle steht im Landkreis Neumarkt in der Oberpfalz in der katholischen Pfarrei Waltersberg bei der Labermühle. Etwa 100 m östlich von ihr führt, von der Staatsstraße 2220 nach Süden abzweigend, ein circa 150 m langer Weg mit einem Steg über die Laber zu dem auf einem wenig erhöhten Platz stehenden Sakralbau.

## Baugeschichte
1480 wurde die Kapelle St. Udalricus in einem Eichstätter Visitationsbericht erstmals erwähnt; Einer Legende nach soll hier um 955 n. Christus eine Schlacht gegen die Ungarn stattgefunden haben. Der Heilige Ulrich selbst, damals Bischof v. Augsburg soll zum Gedenken der Gefallenen hier eine Kapelle errichtet haben. Nachricht über das Erstehen dieses Vorgängerbaues gibt es keine. 1627/29 war diese vermutlich gotische Kapelle – wohl infolge des Dreißigjährigen Krieges – „demoliert“. 1658 wurde sie neu geweiht. Als sie 1773 vom Müller Johann Michael Sippl auf der Labermühle mit Genehmigung des Bischöflichen Ordinariats Eichstätt gänzlich neu erbaut wurde, kamen bei der Aushebung des Grundes „eiserne Pferde, Kühe, Schweine“ zutage, Votivgaben der Vorgängerkapelle, die offensichtlich als Wallfahrtskapelle genutzt wurde und an der sich Wunder zugetragen haben sollen. So soll dort ein totes Kind wieder lebendig geworden sein. Eine blinde Bäuerin habe ihr Augenlicht wiedererlangt. Der damalige Laabermüller Johann Michael Sippl soll aufgrund mehrmaliger Erscheinungen der Muttergottes auf dem Grund des Vorgängerbaues die heutige Ulrichskapelle erbaut haben. 
Die heutige Ulrichskapelle wurde am 4. Juli 1793 geweiht und erhielt Zelebrationsrecht. Die Kapelle gehörte zur Mühle, aber die wechselnden Müller hatten nicht immer genügend Interesse an der Kapelle, so dass sie schließlich wegen „Mißständen“ aufgelassen wurde. Der barocke Altar kam 1930 durch Verkauf auf das eichstättisch-bischöfliche Schloss Hirschberg, der Sakralraum wurde zeitweise als Schafstall genutzt. 1997 wurden drei Jugendliche aus Deining auf die Kapelle aufmerksam, säuberten den Innenraum notdürftig und machten die Öffentlichkeit auf die Kapelle aufmerksam.
Heute ist die Kapelle im Besitz des Bayerischen Staates, der vor 2004 Fenster und Tür einbauen ließ und im Jahr darauf eine Generalsanierung durchführen ließ. Am 3. Juli 2005 wurde sie neu eingeweiht. Sie gilt als Baudenkmal. Jährlich findet an einem Sonntag um den 4. Juli das Patroziniumsfest zu Ehren des Heiligen Ulrich am Vorplatz der Kapelle statt. Ein Förderverein sorgt sich für die Instandhaltung der kleinen Kirche.

## Baubeschreibung
Der kleine einachsige Saalbau mit polygonaler Apsis im Osten, mit Satteldach und mit je einem Fenster in den Längsseiten hat eine mit einem geschweiften Giebel versehene Fassade im Westen, in der sich die Kapellentür befindet. In der Giebelnische steht eine Figur des hl. Ulrich.

## Ausstattung
Das barocke zweisäulige Altärchen kam 2015 zurück in die Kapelle. Das Altarbild zeigt den Patron der Kapelle bei der Verehrung der von Putten umgebenen Muttergottes und wohl das Müllerehepaar Sippl vor ihrer Mühle. Die Assistenzfiguren sind zwei heilige Bischöfe im Ornat mit Mitra und Stab, von denen der linke ein Buch in der Rechten hält und wohl den hl. Ulrich darstellt. Im Auszug ist das strahlende Herz Jesu im Wolkenkranz angebracht, begleitet von zwei Putten. Im westlichen hinteren Teil der Kapelle hängen jüngere Votivtafeln und ein Gemälde des hl. Ulrich vor einer Seen- und Berglandschaft von dem Maler Langhans aus dem Jahr 2005. Seit 2005 kümmert sich ein Förderverein um die Kapelle.